# Joost Spijkers
Joost Spijkers (Herkenbosch, 23 juni 1977) is een Nederlandse acteur en zanger die deel uitmaakt van de Ashton Brothers.
Spijkers studeerde in 2000 af aan de Kleinkunstacademie in Amsterdam. Op de academie ontmoette hij Pim Muda, Pepijn Gunneweg en Friso van Vemde Oudejans, met wie hij een eindejaarsvoorstelling uitvoerde. Vervolgens maakte hij met deze drie nog vele nieuwe acts. Deze werden na de Kleinkunstacademie samen gebracht in een avondvullende show: De tragiek van de onderman. Met dat programma ging het viertal in 2001 in première als de Ashton Brothers. De voorstellingen die deze groep maakt verwijzen sterk naar het variététheater.
In oktober 2009 ging de voorstelling Stampende Stilte van het Internationaal Danstheater in première, een voorstelling die Spijkers samen met onder anderen zijn echtgenote had gemaakt. Naast theatermaker is Spijkers ook actief als regisseur, radiomaker en docent.
In 2011 was Spijkers te zien in het Sinterklaasjournaal als Pietje Paniek; hij nam deze rol eenmalig over van Jochem Myjer, die herstellende was van een ziekte.

## Spijkers en band
In 2015 maakte Joost Spijkers zijn debuut als zanger.
Samen met zijn vijfkoppige band gooide hij meteen hoge ogen en werd genomineerd voor de Annie M.G. Schmidt-prijs, het beste theaterlied van 2015.
Hij nam het album ‘Spijkers’ op en toerde met de band langs de theaters.
- 2015: Spijkers
- 2017-2019: Spijkers II. Bekroond met de  Poelifinario 2018 in de categorie Kleinkunst.
- In 2022 werd de Annie M.G. Schmidt-prijs 2021 aan hem toegekend voor het lied Welkom thuis uit zijn muziektheaterprogramma Hotel Spijkers.
- 2023: Spijkerpaleis - Het lied Twee duiven uit de voorstelling is genomineerd voor de Annie M.G. Schmidtprijs 2023.[1]